# دارين مورنينغستار
دارين مورنينغستار (بالإنجليزية: Darren Morningstar)‏ مواليد 22 أبريل 1969 في ستيفنسون، هو لاعب كرة سلة أمريكي سابق. بدأ مسيرته الاحترافية في سنة 1992. تم اختياره من قبل فريق بوسطن سيلتكس خلال الدرافت. يبلغ طوله 6 قدم 10 بوصة (2.1 م). اعتزل اللعب في 1998.

## المسيرة الاحترافية
لعب مع دالاس مافيريكس في سنة 1993، ثم لعب مع يوتا جاز في سنة 1994، ثم لعب مع سي بي مورسيا في الدوري الإسباني في سنة 1994، ثم لعب مع باسكت مانريسا في سنة 1995.

## روابط خارجية
- دارين مورنينغستار على موقع إن بي أي (الإنجليزية)
- دارين مورنينغستار على موقع سبورتس رفرنس (الإنجليزية)
- دارين مورنينغستار على موقع الدوري الإسباني لكرة السلة (الإسبانية)
- دارين مورنينغستار على موقع كرة السلة الأوروبية.كوم (الإنجليزية)
- دارين مورنينغستار على موقع كلية كرة السلة في سبورتس رفرنس.كوم (الإنجليزية)
- دارين مورنينغستار على موقع ريلجم (الإنجليزية)
- دارين مورنينغستار على موقع بروبوليرز (الإنجليزية)
- دارين مورنينغستار على موقع سبورتس رفرنس (الإنجليزية)